# Sárgás gyümölcsgalamb
A sárgás gyümölcsgalamb (Ptilinopus perousii) a madarak osztályának galambalakúak (Columbiformes) rendjébe és a galambfélék (Columbidae) családjába tartozó faj.

## Rendszerezése
A fajt Titian Peale amerikai ornitológus írta le 1848-ben.

## Alfajai
- Ptilinopus perousii mariae Pucheran, 1853
- Ptilinopus perousii perousii Peale, 1849[2]

## Előfordulása
A Csendes-óceán délnyugati részén, Amerikai Szamoa, a Fidzsi-szigetek, Szamoa és Tonga területén honos. Természetes élőhelyei a szubtrópusi és trópusi síkvidéki esőerdők, valamint városi régiók. Nomád faj.

## Megjelenése
Testhossza 23 centiméter, testtömege 85-93 gramm.

## Természetvédelmi helyzete
Az elterjedési területe nagy, egyedszáma ugyan csökken, de még nem éri el a kritikus szintet. A Természetvédelmi Világszövetség Vörös listáján nem fenyegetett fajként szerepel.